# Young (Arizona)
Young – jednostka osadnicza w Stanach Zjednoczonych, w stanie Arizona, w hrabstwie Gila.